# Neukirch (Furtwangen im Schwarzwald)
Neukirch ist ein Stadtteil von Furtwangen im Schwarzwald im Schwarzwald-Baar-Kreis in Baden-Württemberg.
Es ist ein Luftkur- und Wintersportort mit Skilangläufen und Schlittenhunderennen.

## Geographie
Neukirch liegt im Naturpark Südschwarzwald im Naturraum Südöstlicher Schwarzwald, rund 5 Kilometer südwestlich von Furtwangen.
Der Ort mit den zugehörigen Weilern und Höfen liegt zwischen 880 und 1000 m ü. NN. Auf dem Schwarzwald-Höhenrücken durch Furtwangen verläuft die europäische Wasserscheide, Neukirch entwässert Richtung Rhein und Nordsee.
Zum Ort Neukirch gehören das Dorf Neukirch, der Weiler Dörfle, die Zinken Bregenbach, Dreistegen, Ferndobel, Heubach, Hexenloch, Leiterloch, Schwebeldobel und Schweizersgrund, Häuser und Höfe Ober Fallengrund, die Höfe Unter Fallengrund, Sengenhof, Winkel und Wolfloch und die Wohnplätze Brend, Brennersloch, Fernhof, Gremmen, Kirnerseck (Auf der Eck), Kohlplatz und Steinberg.

## Geschichte
Neukirch wurde erstmals 1275 im Zehntbuch des Bistums Konstanz erwähnt. Wann das Dorf gegründet wurde, ist nicht bekannt. Wahrscheinlich ist es im 12. Jahrhundert eine Gründung des Klosters St. Peter auf dem Schwarzwald, dem es kirchlich bis 1805 angehörte.  Neukirch wurde vor 500 Jahren mit eigener Pfarrei ausgestattet. Politisch war die Gemeinde wohl immer der Vogtei Triberg zugeordnet.
Am 1. Juli 1971 erfolgte die Eingemeindung nach Furtwangen.

## Wappen
Beschreibung: „In Blau auf grünem Boden eine silberne Kirche, Turm rechts, mit rotem Dach.“

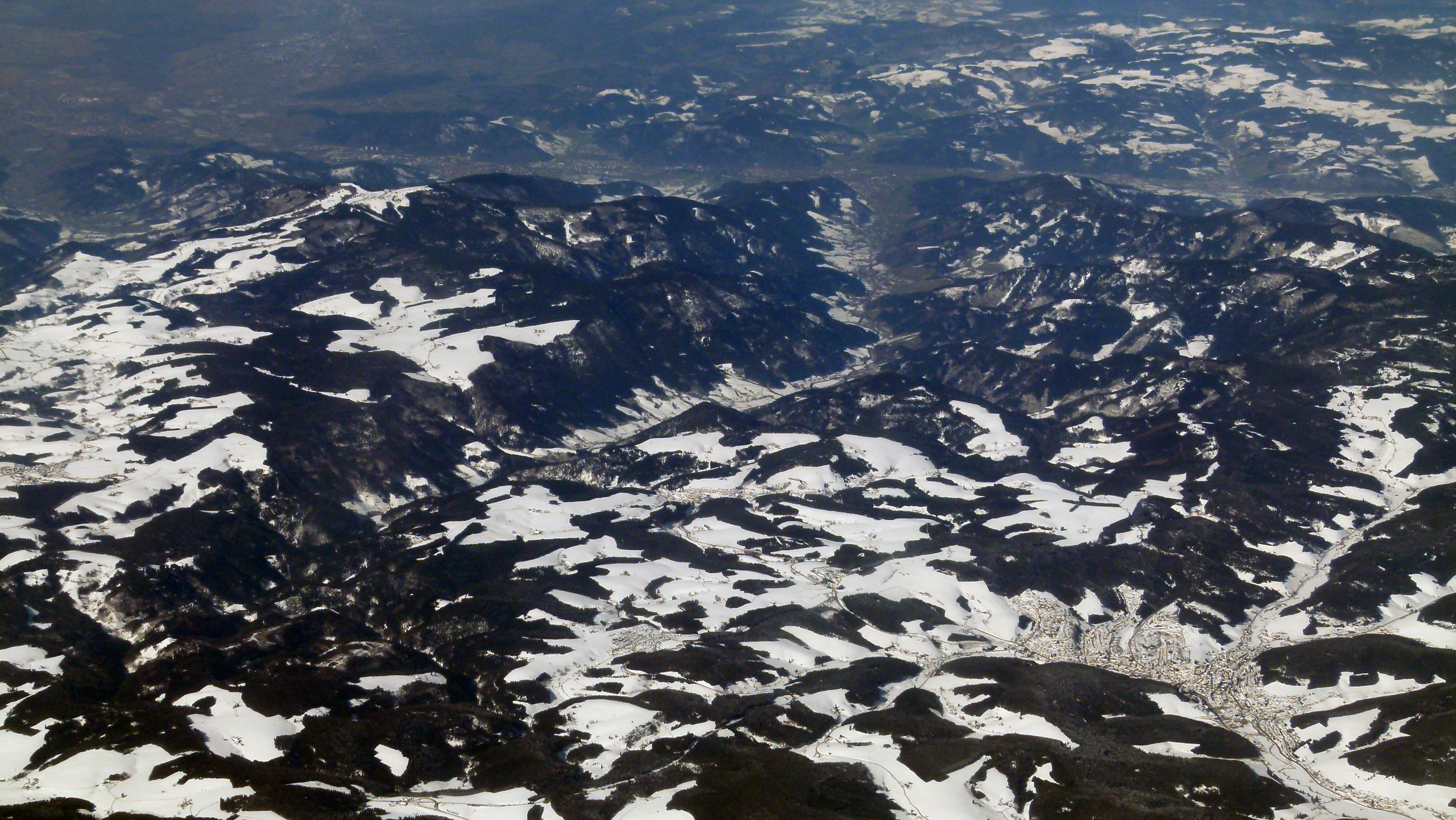
Luftbild von Furtwangen (rechts unten) und Neukirch (mittig unten)
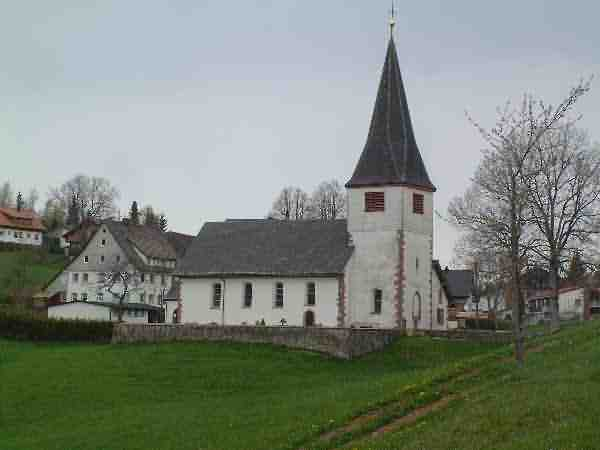
Pfarrkirche St. Andreas Neukirch
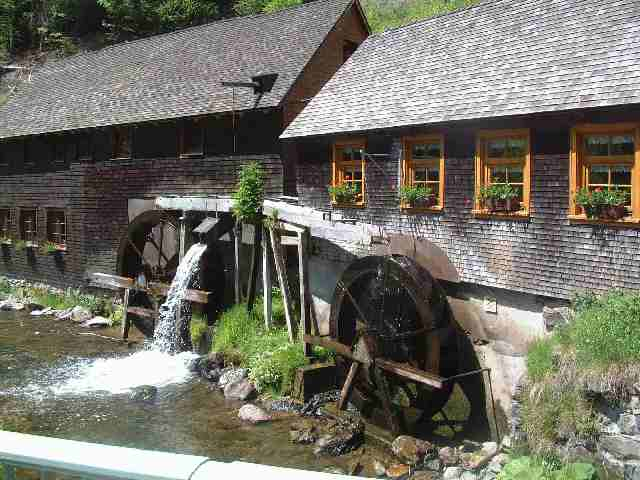
Hexenlochmühle in Neukirch
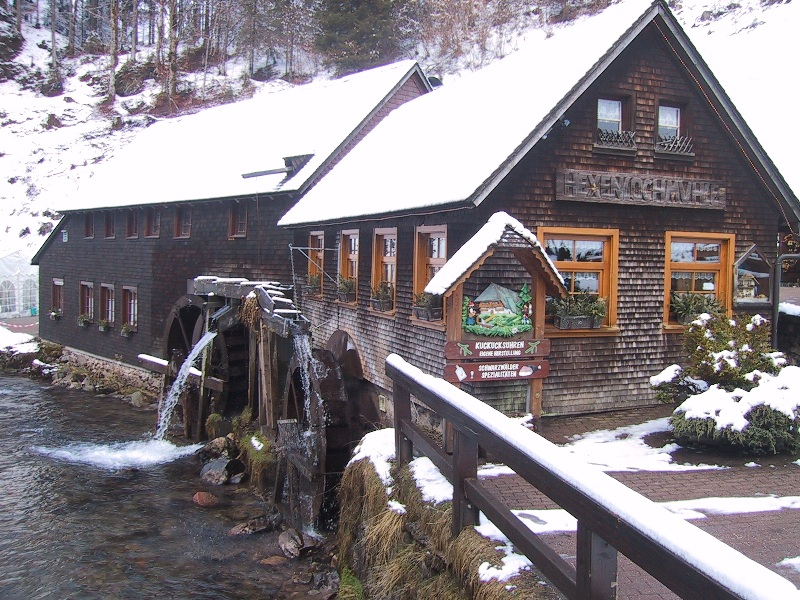
Hexenlochmühle in Neukirch im Schwarzwald

## Bildung
- Kindergarten St. Andreas der katholischen Pfarrgemeinde
- Grundschule der Stadt Furtwangen

## Kultur und Sehenswürdigkeiten
- Sehenswert im Ort ist die Pfarrkirche St. Andreas mit Barockfiguren des einheimischen Bildhauers Matthias Faller.
- Ein sehenswertes Ausflugsziel ist auch die Hexenlochmühle, eine alte Schwarzwälder Sägemühle mit zwei Wasserrädern (ein beliebtes Kalender- und Postkartenmotiv).
- Auf einem neu ausgeschilderten historischen Pfad kann man rund um Neukirch wandern (6,5 Kilometer) und erfährt an 16 Stationen mit Schautafeln, wie sich Landschaft und Bewirtschaftung im Lauf der letzten 150 Jahre langsam, aber doch entscheidend verändert haben.

### Feste und Veranstaltungen
- Rund um Neukirch: Skilanglauf um den Brendschild an Dreikönig
- Schlittenhunde-Vielseitigkeitslauf des Deutschen Clubs für nordische Hunde Anfang des Jahres, findet im Moment nicht mehr statt
- Fasnet in schwäbisch-alemannischer Tradition
- Sportwoche der Sportfreunde Neukirch im Frühsommer (Fußball)
- Dorfhock: Ein Dorffest der Neukircher Vereine zu Beginn der Sommerferien
- IVV-Wandertag des Schwarzwaldvereins Neukirch am 1. Mai
- Theaterabend in der Weihnachtszeit

### „Die Fallers“
Ein Bauernhof im Fallengrund in Neukirch ist seit 1994 Drehort für die Außenaufnahmen der Fernsehserie Die Fallers des Südwestrundfunks, weitere Szenen werden regelmäßig in Furtwangen und Umgebung gedreht. Der Hof wurde inzwischen zum „Pilgerziel“ vieler Fans der Serie. Auch sonst wird diese Serie zur Tourismus-Werbung für Furtwangen und Neukirch benutzt.

## Persönlichkeiten
- Oskar Burgbacher (1925–2012), Skilangläufer
- Adam Winterhalder (um 1652–1737), deutscher Bildhauer